# X-Men: Mutant Apocalypse
X-Men: Mutant Apocalypse é um jogo eletrônico do gênero beat 'em up, produzido pela Capcom e baseado nas HQs do grupo de super-heróis fictício dos X-Men, do Universo Marvel. O jogo foi lançado em 1994, para o Super Nintendo.
Na trama, o Professor Xavier convoca os X-Men Ciclope, Psylocke, Wolverine, Gambit e Fera para resgatar alguns mutantes aprisionados em Genosha por Apocalipse e derrotar o mesmo.

## Enredo
O vilão Apocalipse ressurge e aprisiona os mutantes em Genosha, então, o mutante pacifista Charles Xavier convoca cinco de seus X-Men (Ciclope, Wolverine, Psylocke, Fera e Gambit) para libertar os mutantes e derrotar o Apocalipse.
Eles passam por várias batalhas contra os Magistrados de Genosha e os robôs Sentinelas até enfrentarem a Ninhada. Eles travam um confronto direto contra Tusk e seus robôs até que chega a hora de encontrar o Apocalipse e confrontá-lo para salvar os mutantes aprisionados.
Depois de deter Apocalipse, o Professor Xavier recebe um aviso de Magneto em que ele provocaria o caos em Genosha e que seus X-Men fiquem de fora ou sofrerão as consequências, mas Xavier coloca dois desafios até o encontrarem: Ômega Vermelho e Fanático. Xavier usando o Cérebro, um aparelho que expande as capacidades telepáticas, encontra Magneto em sua base espacial, Avalon e lá os X-Men enfrentam os Acólitos, Exodus e Espectro e logo travam a batalha épica com Magneto. Existe uma cena final encerrando o enredo, onde aparecem vários X-Men.

## Jogabilidade
Composto por 7 missões, sendo que a 1ª abriga 1 missão pra cada personagem e depois de concluídas é possível avançar para a 2ª Missão.
- Modo Treinamento: Neste modo pode-se treinar durante o 1° nível.

E também no Modo Missão, pra cada missão concluída é indicado uma sequência de 8 personagens (uma Password) para, no início do jogo, avançar uma ou mais missões.

## Recepção
Três críticos da revista Electronic Gaming Monthly declararam que X-Men: Mutant Apocalypse era o melhor jogo baseado nos X-Men até então, mencionando as longas fases e o nível de dificuldade. Embora tenha dito que o jogo "pode se tornar repetitivo depois de um tempo", a GamePro concluiu que tratar-se de "um sucesso sólido", particularmente elogiando os gráficos, a alta dificuldade e o estilo similar a Street Fighter II.
Em uma análise retrospectiva realizada em 2011, a GamePro listou como pontos positivos "trilha sonora poderosa, poderes ilimitados e foco no combate em vez de jogabilidade de plataforma, além das fases poderem ser concluídas em qualquer ordem", mas considerou os movimentos dos personagens "bastante limitados". De acordo com a análise da GameFan, X-Men: Mutant Apocalypse "tem uma mecânica de jogo muito bem combinada, com alguns visuais fantásticos que equivalem a um jogo clássico. Existe a quantidade certa de dificuldade para mantê-lo jogando, sem deixá-lo excessivamente frustrado".
No Top 100 Jogos de SNES de Todos os Tempos, feito pela IGN em 2011, o jogo aparece na posição de número 78 do ranking.